# Frederick George Mann
Frederick George Mann (West Norwood, 29 giugno 1897 – Cambridge, 29 marzo 1982) è stato un chimico britannico.

## Vita
Nato a West Norwood, un sobborgo di Londra, manifestò fin da ragazzo interesse per la chimica e le scienze naturali. Nel 1913, a soli 16 anni, si iscrisse al corso di chimica del Politecnico di Battersea (che diventò in seguito Università del Surrey). Durante la prima guerra mondiale fu arruolato e svolse servizio in Francia come specialista chimico. La parentesi militare rallentò i suoi studi e si diplomò nel 1919. L'anno successivo il professor William Jackson Pope del Downing College dell'Università di Cambridge lo invitò a iscriversi per il dottorato. Divenuto assistente di Pope (1922), conseguì il dottorato specializzandosi in chimica organica. Nel 1930 sposò Margaret Reid Shackleton (parente di Ernest Shackleton) da cui ebbe due figlie. Nello stesso anno divenne membro del Trinity College di Cambridge dove rimase poi tutta la vita. Nel 1946 fu nominato professore di chimica organica. Dopo la morte della moglie Margaret si risposò nel 1951 con Barbara Thornber e ne ebbe una figlia. Nel 1964 andò in pensione ma continuò a fare ricerca come professore emerito. In seguito la sua salute iniziò a peggiorare e nel 1975 manifestò i segni della malattia di Alzheimer.

## Contributi
Le ricerche di Mann sono documentate da circa 270 pubblicazioni su riviste scientifiche. Si occupò di vari argomenti, spesso all'interfaccia tra chimica organica e chimica inorganica: poliammine alifatiche, fosfine, arsine e loro complessi, stereochimica, struttura e proprietà ottiche di complessi dei metalli di transizione, coloranti cianine, composti policiclici di azoto, composti eterociclici di fosforo e arsenico e loro complessi metallici.
È inoltre autore dei seguenti testi:
- (EN) F. G. Mann e B. C. Saunders, Practical Organic Chemistry, 4ª ed., Longmans, Green, 1960. Prima edizione nel 1936.
- (EN) F. G. Mann e B. C. Saunders, Introduction to Practical Organic Chemistry, Longmans, Green, 1939.
- (EN) F. G. Mann, The Heterocyclic Derivatives of Phosphorus: Arsenic, Antimony, and Bismuth, 2ª ed., New York, Interscience, 1970. Prima edizione nel 1950.

## Riconoscimenti
- 1943 - Tilden Prize della Chemical Society[3]
- 1947 - Membro della Royal Society